# Adriaan-Jan Madiol

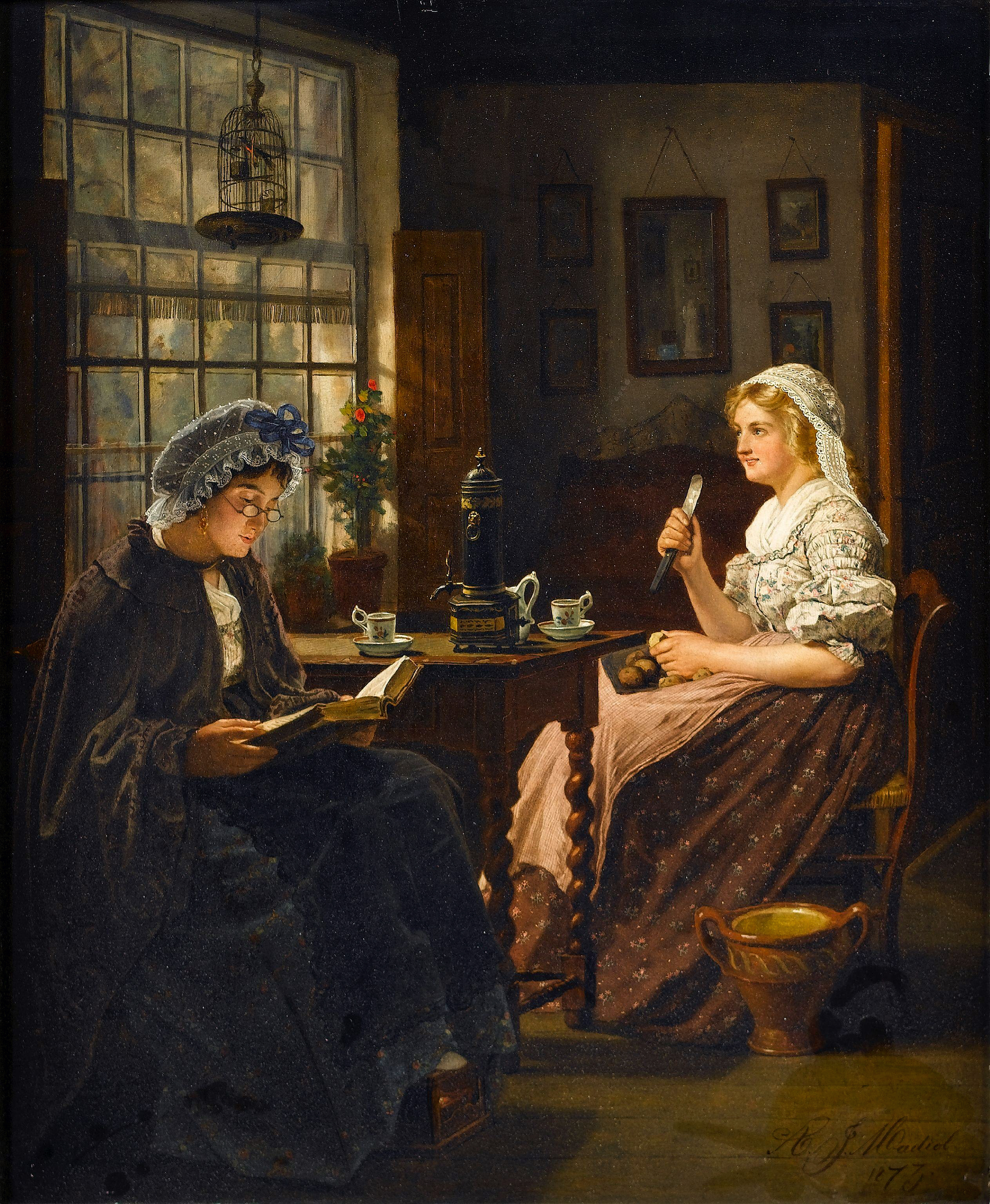
De aardappelschillers (1873)

Adriaan Jan Madiol (Groningen, 7 september 1845 - Sint-Lambrechts-Woluwe, 16 februari 1927) was een Nederlands-Belgisch kunstschilder. Er bestaan verschillende varianten van zijn namme: Adrien Jean Madiol en Adriaan Johannes Madijol. Over zijn jaar van overlijden bestaat er betwisting: Bénézit, Flippo en Berko geven 1892, terwijl een latere beschrijving door Scheen 1927 vermeldt.
Hij was in 1866 korte tijd werkzaam in Groningen. Daarna trok hij naar België en volgde een opleiding aan de Koninklijke Academie voor Schone Kunsten (Antwerpen), waar hij Nicaise De Keyser als leermeester had, en daarna aan de Académie des Beaux-Arts in Brussel.
Hij was werkzaam achtereenvolgens in Antwerpen en daarna in Elsene. In Elsene werd hij ingeschreven in het bevolkingsregister onder naam Madyol. Toch bleef hij zijn schilderijen tekenen met A.J. Madiol.
Zijn onderwerpen betroffen in hoofdzaak huiselijke scènes en interieurs in de traditie van het Hollands historisch genre en ook portretten. Een zelfportret bevindt zich in privébezit.
Hij gaf gedurende korte tijd opleiding in perspectief aan Vincent Van Gogh. Hoewel Van Gogh zijn naam niet vermeldt, neemt men aan dat het Madiol betreft. In elk geval Van Gogh kende deze kunstenaar en had waardering voor zijn werk. Hij vroeg zelfs aan zijn broer Theo om deze schilder aan te bevelen bij het Salon van Brussel. In een van zijn brieven is hij lovend over een schilderij die hij thuis bij de Madiol gezien had.
Zijn zoon Jacques Madyol werd eveneens een kunstschilder.

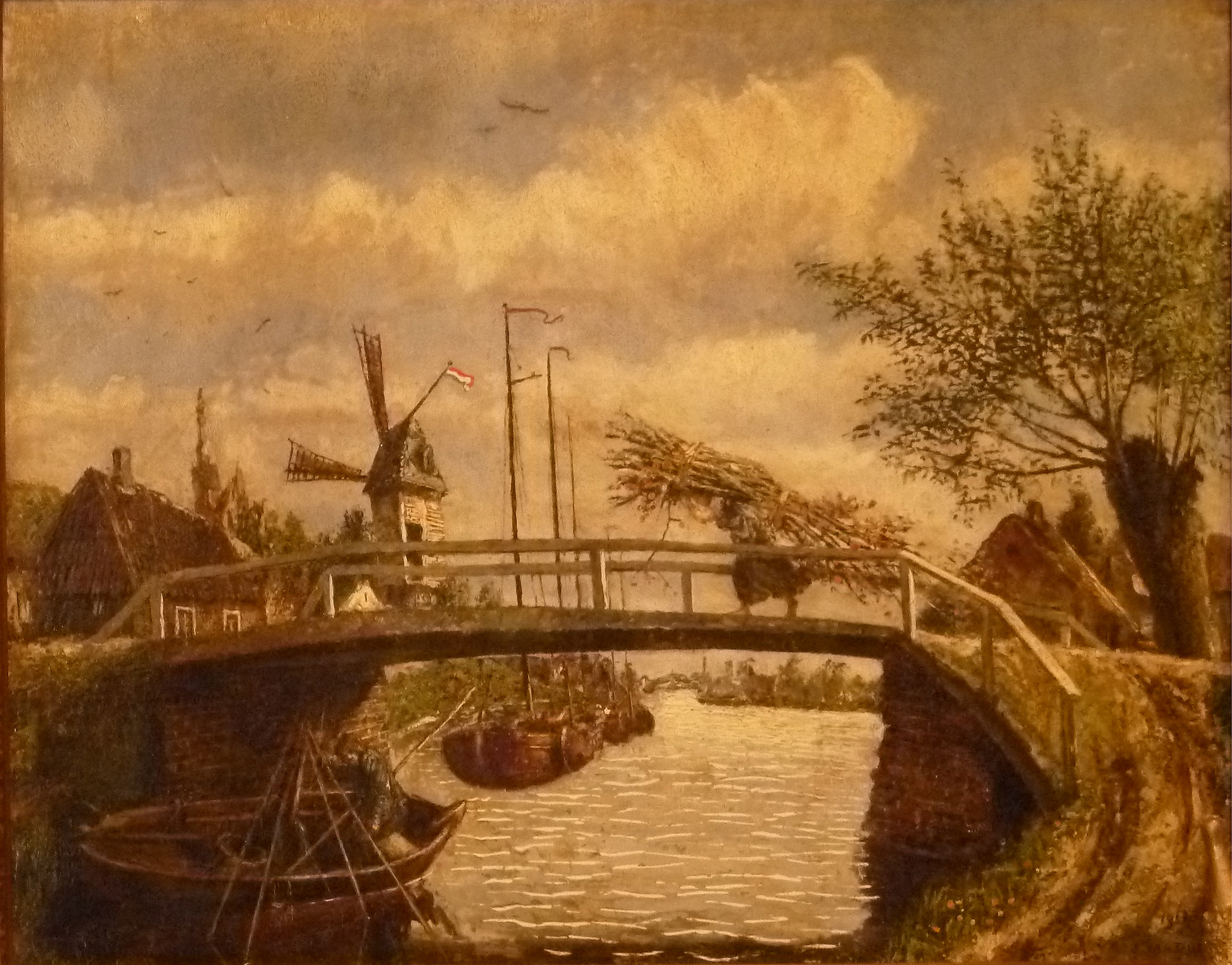
Hollands rivierlandschap met brug en molen (privébezit)

- Biografisch Portaal: 81216021
- RKD-Nederlands Instituut voor Kunstgeschiedenis: 51868
- Union List of Artist Names: 500007861
- Virtual International Authority File: 95729020